# Língua dumagat agta
O Casiguran Dumagat Agta, Dumagat Agta ou Casiguran Agta, é uma língua da família das Aeta falada no norte das Filipinas, em Luzon. É próxima da língua Paranan.
O Casiguran Dumagat, falado na Baía de San Ildefonso, Casiguran, Aurora, foi documentado por linguistas  da SIL (Lobel 2013:88).
O dialeto Nagtipunan Agta foi descoberto por Jason Lobel e Laura Robinson em Nagtipunan, Quirino (Lobel 2013:88).

## Escrita
A língua usa o alfabeto latino sem as letras C, F, J, K, Q, V, X, Z (que são usadas somente em palavras estrangeiras). Usa-se o grupo Ng.

## Amostra de texto
Pai Nosso

Améng a Diyos ta langet, Purién maka dén na tolay i ngahen mua. Siko maka dén i maghari ta mundua. Sundin maka dén na tolay ta mundua i kaluuben mo a kona ta langet. Atdinan mo kame ta kanén me nadid a aldew; Sakay patawadén mo kame ta kasalanan me; éy sikame éy patawadén me be du te kasalanan dikame. Sakay diyan mo kame iharap ta mahigpit a mamuhuba dikame, éngˈwan iadeyo mo kame ta medukés.